# Кирпиченко, Валерия Николаевна
Валерия Николаевна Кирпиченко (11 января 1930, Гатчина, Ленинградская область — 2 июня 2015, Москва) — советский и российский литературовед-востоковед.

## Биография
В 1962 году окончила Институт восточных языков в Москве. В 1970 году защитила кандидатскую диссертацию «Творческий путь египетского новеллиста Юсуфа Идриса». Доктор филологических наук (1987). Научный сотрудник Института востоковедения РАН (с 1974 года).

### Семья
Муж — Вадим Алексеевич Кирпиченко.
Дети — Сергей, Александра (в замужестве Симонова),
Екатерина (в замужестве Бунина).

## Избранные труды
- Юсуф Идрис. — М.: Наука, 1980. (Серия «Писатели и ученые Востока»).
- Современная египетская проза: (1960—70-е гг.). — М.: Наука, 1986.
- Нагиб Махфуз — эмир арабского романа. — М.: Наука, 1992.
- История египетской литературы XIX—XX вв. — В 2-х тт. — М.: Восточная литература, 2002—2003. (Совм. с В. В. Сафроновым).
- Египетский роман конца XX века // Восток. — 2002, № 3. — С. 104—117.

## Избранные переводы
- Жизнеописание султана аз-Захира Бейбарса / Пер. с арабского. — М.: Художественная литература, 1975.
- Махфуз Нагиб. Зеркала. — М.: Прогресс, 1979 (совм. с Анкировым С. В.). Перевод с арабского.
- Аль-Куайид Юсуф. Происшествие на хуторе аль-Миниси. — М.: Худ. лит., 1983. Перевод с арабского.
- Рифаа Рафи ат-Тахтави. Извлечение чистого золота из кратного описания Парижа, или Драгоценный диван сведений о Париже. — М.: Наука, 2009 (серия «Литературные памятники»). Перевод с арабского.
- Тахир Баха. Любовь в изгнании / Перевод с арабского // Баха Тахир. Любовь в изгнании. Саналлах Ибрагим. Комитет. — М., 2010.
- Аш-Шидйак Ахмад Фарис. Шаг за шагом вслед за ал-Фарйаком. — М.: Наука, 2017 (серия «Литературные памятники»). Перевод с арабского.